# فينسينت لاوريني
فينسينت لاوريني (بالفرنسية: Vincent Laurini)‏ (10 يونيو 1989 في فرنسا - ) هو لاعب كرة قدم فرنسي في مركز الظهير. لعب مع نادي إمبولي ونادي كاربي وFC Fossombrone ‏.

## روابط خارجية
- فينسينت لاوريني على موقع قاعدة بيانات كرة القدم.إي يو (الإنجليزية)
- فينسينت لاوريني على موقع Soccerway.com (الإنجليزية)
- فينسينت لاوريني على موقع عالم كرة القدم.نت (الإنجليزية)
- فينسينت لاوريني على موقع AS.com (الإسبانية)